# Aglossochloris euryrithra
Aglossochloris euryrithra là một loài bướm đêm trong họ Geometridae.